# État de La Guaira
Pour les articles homonymes, voir Guaira.
L’État de La Guaira (en espagnol : Estado La Guaira), précédemment « État de Vargas » jusqu'au 31 décembre 2019, est l'un des 23 États qui composent le Venezuela. Sa capitale est La Guaira. En 2011, sa population s'élèvait à 352 920 habitants.

## Histoire
À l'époque coloniale, son territoire fait partie de la province de Caracas. En 1864, lorsque se crée le District Fédéral, Maiquetía et La Guaira formèrent une entité en deux départements Aguado (Maiquetía, Carayaca, Tarma et Olivares) et Vargas (La Guaira, Macuto, Caraballeda, Naiguatá et Caruao ). En 1868, il se joint au département Libertador de l'État de Bolívar, l'actuel État de Miranda. De 1879 à 1880, il fit partie du District Fédéral, en 1880 il revient intégrer l'État de Bolívar, excepté Macuto qui continue son association avec le District Fédéral. En 1900, le département de Vargas s'incorpore de nouveau au District Fédéral et Aguado à l'État de Miranda. En 1909, tant Vargas que Aguado sont réincorporés au District Fédéral. En 1936, Vargas et Aguado se fusionnent pour donner le département de Vargas. Jusqu'à 1987, il conserve son nom et ses conditions de département, mais en raison d'un décret en 1986, il redevient une municipalité du nom de Vargas. C'est finalement en 1998 qu'il obtient le statut d'État, le dernier des 23 États du Venezuela. Au 1er janvier 2020, l'État de Vargas est renommé en « État de La Guaira » (Estado La Guaria, en espagnol).

## Géographie

### Situation
L'État de La Guaira est bordé au nord par la mer des Caraïbes et l'archipel de los Roques, à l'est par la mer des Caraïbes, le district métropolitain de Caracas et l'État de Miranda, à l'ouest par la mer des Caraïbes et l'État d'Aragua et enfin au sud par le district métropolitain de Caracas. Son littoral s'étend sur 170 km.

### Climat
L'État de La Guaira bénéficie d'un climat subtropical avec une température moyenne de 26 °C. Il y a de plus une cordillère qui longe la côte de la mer sur la quasi-totalité de l'État, mais à un certain endroit, celle-ci est interrompue par une vallée, la Vallée de Tacagua. De plus, quelques plages y sont répertoriées mais à cause de leur malpropreté et de la contamination du sol, seule la population locale s'y baigne. 
Le 15 décembre 1999, eut lieu une catastrophe appelée la « tragédie du Vargas » : des inondations et des glissements de terrain firent entre 30 000 et 50 000 morts ; en outre, 200 000 personnes furent évacuées. Il tomba autant de pluie en 24 heures qu’en deux années normales.

## Démographie, société et religions

### Démographie
En 2000, la population de l'État de Vargas était de 309 134[réf. nécessaire] habitants comparativement à 280 439 habitants en 1990. La densité de population est assez élevée soit 232 hab./km2.La population de l'État de Vargas représente 1,8 % de la population nationale. En 2000, la majorité de la population est concentrée dans les villes suivantes : La Guaira (25 324 hab.), Catia La Mar (118 466 hab.), Maiquetía (58 074 hab.), Caraballeda (35 851 hab.), Carayaca (29 993 hab.), Naiguatá (18 576 hab.), Macuto (13 724 hab.) et Caruao (4 156 hab.).
En 2011, selon l'Institut national de la statistique (Instituto Nacional de Estadística en espagnol), la population a augmenté de 18.39 % entre 2001 et 2011 et s'élève à 352 920 habitants lors de ce dernier recensement :
| 1990                     | 2001    | 2011    |
| ------------------------ | ------- | ------- |
| 280 439[réf. nécessaire] | 298 109 | 352 920 |

## Administration et politique

### Subdivisions
Contrairement aux autres États du pays, l’État de La Guaira est constituée d'une seule municipalité divisée en 11 paroisses civiles :
| Municipalité | Localisation | Chef-lieu | Nombre de paroisses civiles | Paroisses civiles | Population (2001) | Population (2011) |
| ------------ | ------------ | --------- | --------------------------- | --- | ----------------- | ----------------- |
| Vargas       |              | La Guaira | 11                          | Caraballeda (Caraballeda) Carayaca (Carayaca) Carlos Soublette (Maiquetía) Caruao (La Sabana) Catia La Mar (Catia La Mar) El Junko (El Junko) La Guaira (La Guaira) Macuto (Macuto) Maiquetía (Maiquetía) Naiguatá (Naiguatá) Urimare (Catia La Mar) | 298 109           | 352 920           |
| Total        |              |           | 11                          | | 298 109           | 352 920           |

### Organisation des pouvoirs
Le pouvoir exécutif est l'apanage du gouverneur. L'actuel gouverneur est José Alejandro Terán depuis le 22 novembre 2021.
| Photo | Scrutin | Période                               | Nom du gouverneur          | Parti politique | Résultat électoral | Notes             |
| ----- | ------- | ------------------------------------- | -------------------------- | --------------- | ------------------ | ----------------- |
|       | 1998    | 1998-2000                             | Alfredo Laya               | PPT             | 39.27 %            |                   |
|       | 2000    | 2000-2004                             | Antonio Rodríguez San Juan | MVR             | 59.76 %            |                   |
|       | 2004    | 2004-2008                             | Antonio Rodríguez San Juan | MVR             | 55.22 %            |                   |
|       | 2008    | 28 novembre 2008 - 2012               | Jorge García Carneiro      | PSUV            | 61.57 %            |                   |
|       | 2012    | 2012-2016                             | Jorge García Carneiro      | PSUV            | 73.44 %            |                   |
|       | 2017    | 2017 - 22 mai 2021                    | Jorge García Carneiro      | PSUV            | 52.98 %            | mort en exercice  |
|       | -       | 22 mai 2021 - 21 novembre 2021        | José Manuel Suárez         | PSUV            | -                  | intérim           |
|       | 2021    | Depuis le 22 novembre 2021 (en cours) | José Alejandro Terán       | PSUV            | 50.12 %            | Actuel gouverneur |

## Économie
En raison de sa situation géographique, l'État de Vargas a développé ses infrastructures de transport, le port de La Guaira, le deuxième port maritime du Venezuela par son trafic et l'aéroport international Maiquetía ~ Simón Bolívar, qui réalise 90 % du trafic international de passagers du pays, à Maiquetía, à 20 km de Caracas. Cependant, il est aussi un État pauvre comme en témoignent ses nombreux bidonvilles.

## Sources
- (es) Cet article est partiellement ou en totalité issu de l’article de Wikipédia en espagnol intitulé « Gobernador de La Guaira » (voir la liste des auteurs).